# Cunter
Cunter (föråldrat tyskt namn: Conters im Oberhalbstein) är en ort och tidigare kommun i distriktet Albula i den schweiziska kantonen Graubünden. Från och med 2016 är den en del av kommunen Surses.

## Språk och religion
Det traditionella språket är surmeirisk rätoromanska, som förr var hela befolkningens modersmål. Under senare delen av 1900-talet har deras andel dock sjunkit till drygt hälften, till förmån för tyska. Barnen från Cunter går i skola i Savognin där undervisningsspråket är rätoromanska i årskurs 1-6 och tyska i årskurs 7-9.
Flertalet av invånarna är katoliker.